# درو نيكولاس
درو نيكولاس (بالإنجليزية: Drew Nicholas)‏ مواليد 17 مايو 1981 في نيويورك، هو لاعب كرة سلة أمريكي سابق. بدأ مسيرته الاحترافية في سنة 2003. يبلغ طوله 6 قدم 4 بوصة (1.9 م). اعتزل اللعب في 2012.

## المسيرة الاحترافية
لعب مع فابريانو باسكت في موسم 2003–2004، ثم لعب مع دون بوسكو ليفورنو في الدوري الإيطالي في موسم 2004–2005، ثم لعب مع ساسكي باسكونيا في الدوري الإسباني في سنة 2005، ثم لعب مع تريفيزو لكرة السلة في الدوري الإيطالي في موسم 2005–2006، ثم لعب مع أنادولو إفيس من سنة 2006 إلى 2008، ثم لعب مع باناثينايكوس من سنة 2008 إلى 2011، ثم لعب مع أولمبيا ميلانو في الدوري الإيطالي في موسم 2011–2012، ثم لعب مع سسكا موسكو في الدوري الروسي في سنة 2012.

## روابط خارجية
- درو نيكولاس على موقع الدوري الأوروبي لكرة السلة (الإنجليزية)
- درو نيكولاس على موقع الدوري الإسباني لكرة السلة (الإسبانية)
- درو نيكولاس على موقع كرة السلة الأوروبية.كوم (الإنجليزية)
- درو نيكولاس على موقع كلية كرة السلة في سبورتس رفرنس.كوم (الإنجليزية)
- درو نيكولاس على موقع ريلجم (الإنجليزية)
- درو نيكولاس على موقع سبورتس رفرنس (الإنجليزية)